# Spilimbergo
Spilimbergo (friuli nyelven: Spilimberc, németül: Spengenberg) település Olaszországban, Friuli-Venezia Giulia régióban, Pordenone megyében. Lakosainak száma 11 833 fő (2023. január 1.). Spilimbergo Arba, Dignano, Pinzano al Tagliamento, San Daniele del Friuli, San Giorgio della Richinvelda, Sequals, Vivaro és Flaibano községekkel határos.

## Népesség
A település lakossága az elmúlt években az alábbi módon változott:
| Lakosok száma | 12 113 | 12 151 | 11 833 |
|               | 2017   | 2018   | 2023   |